# Sanador
Sanador este o rețea de clinici din România, înființată în anul 2001. Este un business dezvoltat de omul de afaceri Florin Andronescu, fondatorul afacerilor Flanco și Credisson.
În februarie 2007 a inaugurat prima clinică privată din România, situată în centrul Bucureștiului, cu o suprafață totală de 2.000 mp și 40 de cabinete.
Număr de angajați:
- 2009: 457[2]
- 2008: 377[2]

Cifra de afaceri:
- 2008: 34,5 milioane lei (9,4 milioane euro)[2]
- 2007: 22,6 milioane lei (6,8 milioane euro)[2]

Venit net
- 2008: 0,9 milioane lei (0,2 milioane euro)[2]
- 2007: 0,7 milioane lei (0,2 milioane euro)[2]